# Suśruta

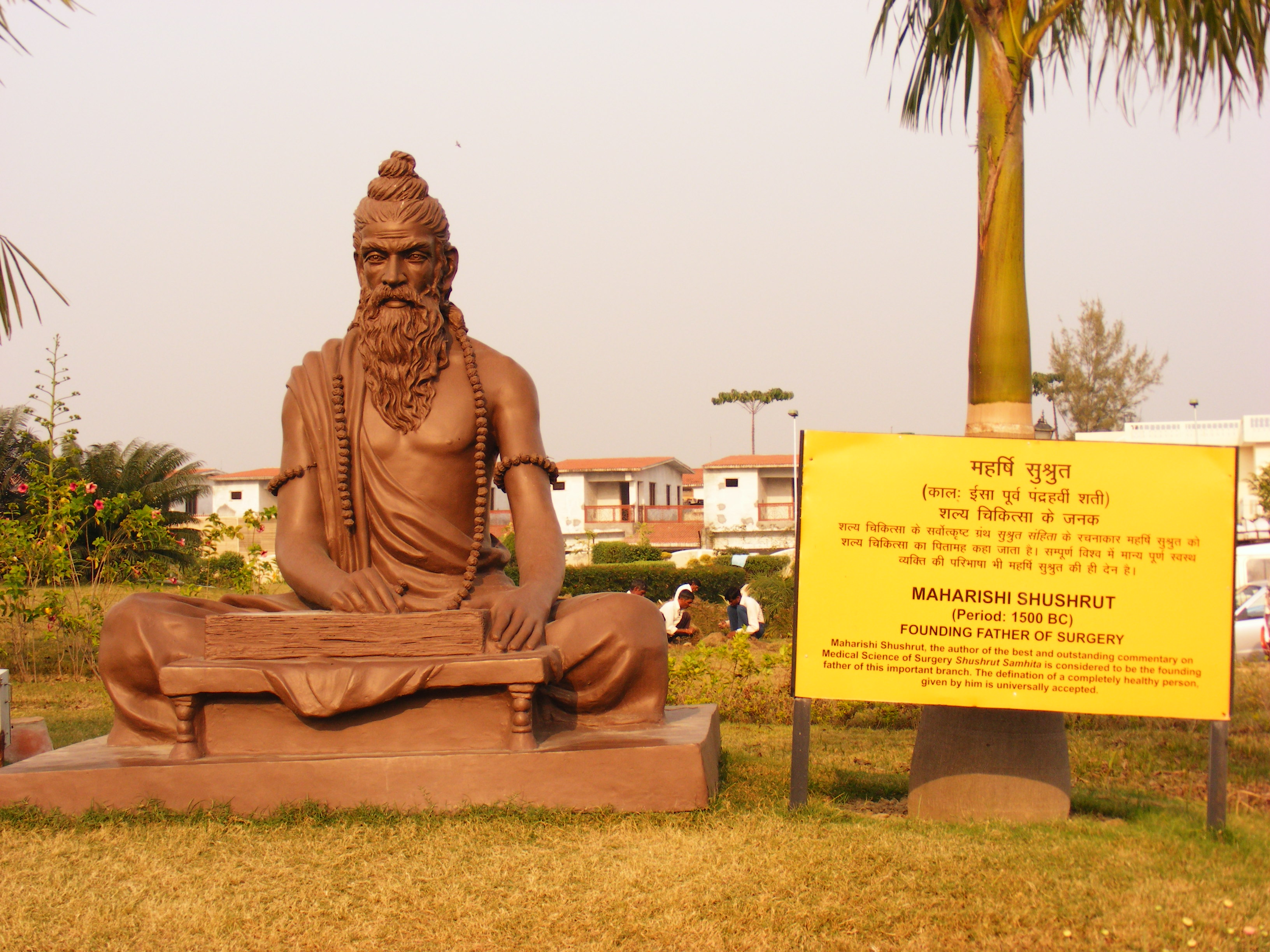
Statua di Susruta a Haridwar (India)

Suśruta (in sanscrito सुश्रुत, lett. "molto famoso", o con grafia inglese Sushruta; fl. XIII-VII secolo a.C.) è stato un medico indiano, considerato comunemente il padre della chirurgia indiana, e da molti il primo a sistematizzare la medicina; da lui vengono descritti settori della pratica come la neurochirurgia, la chirurgia plastica, l'ortopedia, la tossicologia, la psichiatria e la deontologia del medico.

## Biografia
Pur avendosi poche notizie della sua vita, gli storici sono generalmente concordi nel situarlo tra il 1200 a.C. e il 600 a.C.. Fu attivo principalmente nella regione di Pataliputra e a Varanasi.
Scrisse diverse opere di medicina, tra cui il Suśruta-Saṃhitā, considerato tra le prime maggiori opere di studio dettagliato della medicina e chirurgia, e uno dei testi fondativi dell'Ayurveda.

## Suśruta-Saṃhitā
Il manuale Suśruta-Saṃhitā si compone di 184 capitoli tra cui sono descritte 1120 malattie, 700 piante medicinali, 64 rimedï di origine minerale e 57 di origine animale.
Nella sua opera, le cui copie originali sono andate perdute, oltre a dare indicazioni sulla pratica medica che prefiguravano la scoperta dell'importanza della disinfezione delle ferite, descriveva alcune pratiche che prefigurarono la moderna chirurgia plastica, per esempio la ricostruzione del naso, che veniva spesso tagliato ai prigionieri o ai carcerati.
Fu uno dei primi a consigliare l'ingestione di sostanze testicolari allo scopo di curare l'impotenza.